# زهران القاسمي
زهران القاسمي (ولد في ولاية دماء والطائيين في سلطنة عُمان عام 1974) شاعر وروائي عُماني. من أبرز إصداراته رواية (القناص) الحاصلة على جائزة الإبداع الثقافي من الجمعية العمانية للكتاب والأدباء عام 2015، ورواية (تغريبة القافر) الحاصلة على الجائزة العالمية للرواية العربية 2023. وهو أول روائي عماني يحصل على هذه الجائزة.

## الإصدارات
| الإصدار                                | التاريخ | ملاحظات   |
| -------------------------------------- | ------- | --------- |
| أمسكنا الوعل من قرونه                  | 2006    | شعر       |
| الهيولى                                | 2008    | شعر       |
| أغني وأمشي                             | 2008    | شعر       |
| يا ناي                                 | 2009    | شعر       |
| سيرة الحجر 1                           | 2009    | قصص قصيرة |
| جبل الشوع (رواية)                      | 2010    | [ 8 ]     |
| سيرة الحجر 2                           | 2011    |           |
| الأعمى                                 | 2011    | شعر       |
| موسيقى                                 | 2012    | شعر       |
| القنّاص (رواية)                         | 2014    |           |
| مراكب ورقية                            | 2016    | شعر       |
| جوع العسل (رواية)                      | 2017    | [ 10 ]    |
| أوصدت عليك الباب وبقيت سجينا في الخارج | 2019    | شعر       |
| تغريبة القافر (رواية)                  | 2022    | [ 12 ]    |
| الرّوع (رواية)                          | 2024    | [ 13 ]    |

## الجوائز
حصلت روايته (تغريبة القافر) على الجائزة العالمية للرواية العربية في دورتها 16 لعام 2023.